# محمد فاروق (إعلامي)
محمد فاروق صحفي وإعلامي مصري ورئيس تحرير إذاعات شبكات راديو النيل. 

## نبذة عن حياته ومشواره المهني
بدأ مسيرته المهنية في مؤسسه الأهرام عام 1996 ووصل حاليا لمنصب مدير تحرير بمجلة نصف الدنيا، عمل سكرتير تحرير في جريدة عين عام 2002 وكان محمد فاروق رئيس تحرير أول جريدة ساخرة  في مصر «اضحك للدنيا» وذلك في عام 2005 وبعد ذلك أصبح رئيس تحرير جريدة وموقع  وشوشة، ثم اتجه إلي تقديم البرامج التلفزيونية وقدم برنامج شوشرة علي قناة نايل لايف ثم برنامج أنا مصر، وفي عام 2015 تولي رئيس تحرير جريدة وموقع عين حتي عام 2017. وعمل فاروق  كرئيس تحرير إذاعات شبكات راديو النيل. كما عمل كمؤلف وكاتب سيناريو حوار لفيلم مهمة في فيلم قديم وسيت كوم كرافان ومسلسل الأطفال الديني خادم سليمان.